# Adult Swim

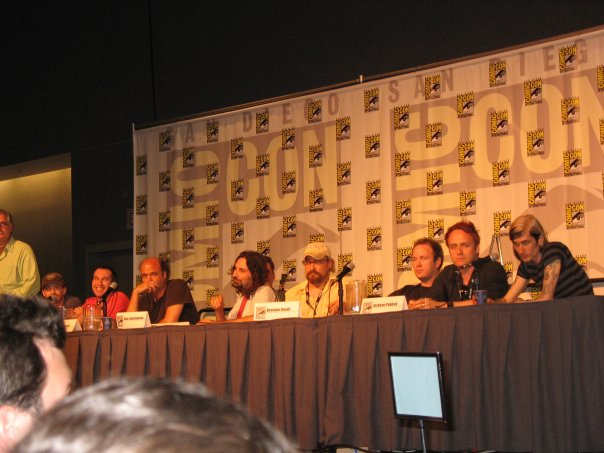
Einige Gründer und Autoren der Adult Swim Shows bei der San Diego Comic Con 2006 am Adult Swim Podium.
Von links nach rechts: Keith Crofford, Seth Green, Matthew Senreich, Scott Adsit, Dino Stamatopoulos, Tommy Blacha, Brendon Small, Jackson Publick und Doc Hammer

Adult Swim (eigene Schreibweise im Logo [adult swim]) ist ein US-amerikanischer Kabel-Fernsehsender der Turner-Broadcasting-System-Mediengruppe, der sich eine Frequenz mit dem Sender Cartoon Network aus der gleichen Unternehmensgruppe teilt. Dabei deckt der Sender die Zeit zwischen 17:00 Uhr und 6:00 Uhr ab (USA). Gesendet werden vor allem Zeichentrick- und Puppentrickfilme, die sich an erwachsenes Publikum richten.
Der Sender besteht in den USA seit 2001. Mit der Serie Delocated startete Adult Swim erstmals eine Realfilm-Eigenproduktion, deren erste Staffel im Jahr 2009 Premiere hatte.
In Deutschland ist Adult Swim seit 2016 im Late-Night-Programm (Mo–Fr 22:10 Uhr) des Pay-TV-Senders Warner TV Comedy (bis 2021 TNT Comedy) zu sehen. Davor lief das Programmfenster auf TNT Serie.
Alle Programminhalte werden in Deutschland im Zweikanalton auf Deutsch und Englisch ausgestrahlt. Adult Swim hat vom Jahr 2011 bis zum 1. Februar 2016 nur neue Episoden von Robot Chicken ausgestrahlt und Rick and Morty ins deutsche Fernsehen gebracht. Alle anderen Sendungen wurden nicht auf Deutsch synchronisiert. Bis Dezember 2015 waren die offiziellen Youtube- und Facebook-Seiten von Adult Swim inaktiv.
Die erfolgreichste Adult-Swim-Show ist die Emmy-prämierte Animationsserie Robot Chicken.

## Name
Der Name des Comedy-Formats geht zurück auf die als Adult Swim bezeichneten Schwimmzeiten für Erwachsene in amerikanischen Schwimmbädern. Ursprünglich stellten die Trenner zwischen den einzelnen Shows einen Bezug zu diesem Begriff her: Sie zeigten Szenen von Alltagssituationen im Schwimmbad, in denen Senioren beim Schwimmen, Duschen, Essen oder beim Aquafitness zu sehen waren. Untermalt wurden diese skurrilen Ausschnitte mit einem Bademeister, dessen Stimme durch das Schwimmbad-Megaphon dröhnte. 2003 verschwanden diese Trenner. Sie wurden durch Elemente ersetzt, die auf die Charaktere der Shows abgestimmt waren. Daher ist die Verbindung zu der Herkunft des Namens Adult Swim heute nicht mehr offensichtlich.

## Geschichte in Deutschland

### Start auf Arte (2001–2002)
Die ersten Adult-Swim-Inhalte liefen 2001 unter anderem mit der Serie Der kleine Meisterregisseur (Originaltitel Home Movies) auf Arte. Die ersten fünf dieser Serie wurden jedoch von UPN produziert, die folgenden von Adult Swim. Die sechste Folge feierte in den USA am 2. September 2001 mit dem Start des Adult-Swim-Blocks Premiere, wohingegen sie in Deutschland bereits am 17. Juni 2001 erschien. Die deutsche Ausstrahlung endete 2002 und nur eine Staffel wurde synchronisiert.

### „Sat.1 Comedy“-Ära (2007–2008)
Auf dem 2006 gestarteten Pay-TV-Fernsehsender Sat.1 Comedy wurden am 5. Dezember 2007 die fünf neuen Adult-Swim-Sendungen Aqua Teen Hunger Force, Robot Chicken, Moral Orel, Stroker & Hoop und The Brak Show ausgestrahlt. Im Juli 2008 wurde The Venture Bros. in das Programm aufgenommen. Alle Serien wurde regelmäßig bis Mitte/Ende 2008 ausgestrahlt.
Synchronisiert wurden nur sehr wenige Folgen – von acht Folgen bei The Venture Bros bis zu maximal 18 Folgen bei Robot Chicken. Stroker and Hoop ist lediglich die einzige von den Sendungen, welche alle Folgen synchronisiert bekommen hat, diese Sendung hat aber auch nur eine Staffel.

### TNT-Ära (seit 2009)

#### TNT-Serie-Ära von 2009–2016
Nach dem Senderstart von TNT Serie Ende Januar 2009, liefen am 1. bzw. 2. Februar 2009 erstmals Robot Chicken, Stroker & Hoop und Moral Orel, welche zuvor auf Sat.1 Comedy liefen. Im April lief sogar eine neu synchronisierte Folge Robot Chicken. Bis zum Sommer zeigte der Sender regelmäßig von Sonntag auf Montag diese drei Sendungen. Im Juni kamen die drei anderen Serien The Venture Bros, Aqua Teen Hunger Force und The Brak Show hinzu.
Die Sendungen liefen im Dienstag-Mittwoch-Sonntag-Rhythmus am späten Abend oder in der Nacht. Im September 2009 kam mit Lucy, the Daughter of the Devil die erste Adult-Swim-Synchronisation im Auftrag von TNT Serie, eine 11-teiliges computeranimiertes Adult Swim Original. Im August 2010 wurde die erste Staffel der Serie Metalocalypse synchronisiert. Zu dieser Zeit gab es auch die Website adultswim.de, die heute auf den YouTube-Kanal verweist. Gegen 2010/2011 wurde die Sendezeit von Adult-Swim-Sendungen bis ca. 1 Uhr nachts erweitert. 2012 wurde mit NTSF:SD:SUV:: eine weitere Serie synchronisiert.
Die Serien liefen bis Ende 2011, wobei es bei Moral Orel oder Aqua Teen z. B. etwa dreijährige Pause gab. The Venture Bros. wurde ab 2010 pausiert und Robot Chicken ab 2012. Die Ausstrahlung von The Brak Show wurde ab 2009 für zwei Jahre eingestellt, bis sie kurz wieder ins Programm genommen wurde und danach wieder verschwand. 2013 gab es mit Ausnahme von zwei Folgen Lucy das komplette Jahr kein Adult Swim in Deutschland.
Im Sommer 2014 kamen die Adult-Swim-Sendungen zurück. Zur gleichen Zeit, wurde die Sendung Rick and Morty im deutschen Fernsehen ausgestrahlt, welche eine der bekanntesten Adult-Swim-Sendung ist. 2016 kamen weitere neue Sendungen wie Your Pretty Face Is Going to Hell oder China, IL hinzu.
Mit Ausnahme von Robot Chicken blieb die Anzahl von Serien gleich.

#### TNT-Comedy-Ära von 2016–2021
2016 wurde der Turner-Sender der zuvor TNT Glitz hieß, in TNT Comedy umbenannt und der Adult-Swim-Block wurde hierher „verschoben“.
2017 kamen die zwei neuen Serien Harvey Birdman, Attorney At Law und Sealab 2021 hinzu, von denen nur zwei bzw. drei Folgen synchronisiert wurden. Die Anzahl von Adult-Swim-Serien wurde reduziert und beschränkte sich nur noch auf wenige Sendungen. Im Oktober 2017 nahm TNT Comedy die Sendung American Dad ins Programm auf und machte die Serie Teil des Adult-Swim-Blocks. American Dad verschwand wieder im April 2018 und kam im Oktober 2018 zurück, wo dann ab Dezember jeden Donnerstag sogar Deutschlandpremieren der 14. Staffel ausgestrahlt wurden. Im Mai 2018 wurde Futurama ins Programm aufgenommen. Mittlerweile besteht der Block aus Futurama, American Dad, Rick and Morty, Robot Chicken, Final Space und Ren und Stimpy.

#### Warner TV Comedy-Ära seit 2021
Seit September 2021 heißt TNT Comedy Warner TV Comedy. Seit dem Rebranding wird die Action-Comedy-Zeichentrickserie Harley Quinn aus dem DC-Universum erstmals im deutschen Fernsehen im Adult-Swim-Block ausgestrahlt.

### Free-TV-Premieren und sonstige Trivia (2014, 2017)
Adult Swim auf DMAX
Der Sender DMAX hatte 2017 für nicht einmal ein Jahr einen ganz eigenen Adult-Swim-Block, auf dem Rick and Morty, China IL, Your Pretty Face Is Going To Hell & Robot Chicken gegen Mitternacht liefen.
Andere Free-TV-Premieren
- 2014 nahm der Musiksender VIVA die Sendungen Robot Chicken und Aqua Teen Hunger Force ins Programm auf, und zeigte die beiden Sendungen regelmäßig bis zum Herbst.
- Auf Tele 5 lief im Herbst 2015 NTSF:SD:SUV:: regelmäßig zwischen Mitternacht und 4 Uhr morgens. Im Sommer 2016 hörten die Wiederholungen auf.
- Ab Februar 2019 wurden die Staffeln 1–4 von Rick and Morty auf Comedy Central ausgestrahlt.
- Die Adult-Swim-Sendung The Boondocks hatte ihre Deutschland-Premiere auf dem Anime-Sender Animax.

## Aktuelle Eigenproduktionen

### Lizenzierte Serien
Folgende Serien stammen nicht von Adult Swim, werden aber trotzdem regelmäßig auf dem Block ausgestrahlt.
- 2003–2021; seit 2025: Family Guy
- seit 2005: American Dad!
- 2009–2018: seit 2021: King of the Hill
- seit 2013: Bob’s Burgers

### Toonami
Folgende Serien werden zurzeit regelmäßig im Action-Anime-Programmblock Toonami ausgestrahlt.
- Bleach
- Blue Exorcist
- Common Side Effects
- Lazarus
- Naruto Shippuden
- One Piece
- Sailor Moon

### Checkered Past
Folgende Serien werden zurzeit regelmäßig im Programmblock Checkered Past ausgestrahlt.
- Courage der feige Hund
- Dexters Labor

## Deutscher Programmblock

### Serien

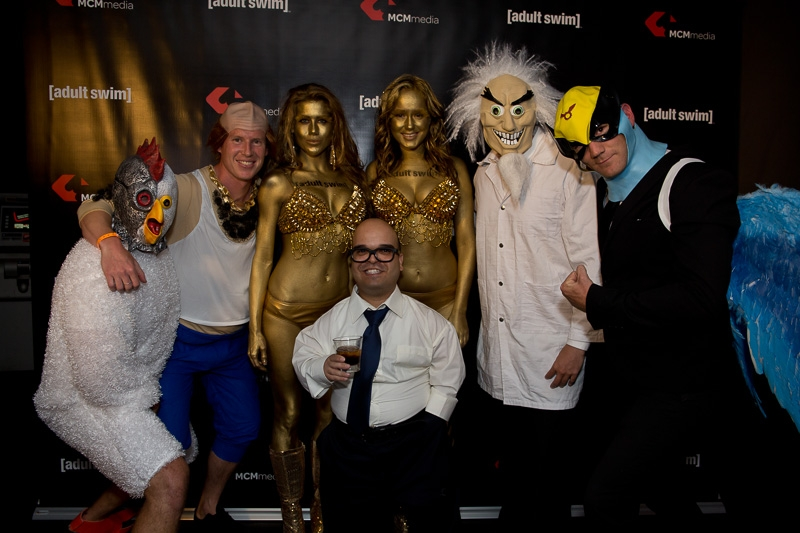
Aus einer Werbekampagne für Adult Swim Australia (2014), mit den Serienhelden Robot Chicken und Harvey Birdman

Folgende Serien gehören zum Adult-Swim-Block auf TNT Serie bzw. seit 2016 auf Warner TV Comedy (bis 2021 TNT Comedy) in Deutschland.
- American Dad
- Aqua Teen Hunger Force
- Assy McGee
- China, IL
- Die Ren & Stimpy Show
- Final Space
- Futurama
- Harvey Birdman, Attorney At Law
- Lucy, the Daughter of the Devil
- Metalocalypse
- Moral Orel
- NTSF:SD:SUV::
- Primal
- Rick and Morty
- Robot Chicken
- Sealab 2021
- Space Ghost Coast to Coast
- Stroker & Hoop
- The Brak Show
- The Eric Andre Show
- The Shivering Truth
- The Venture Bros.
- Your Pretty Face Is Going to Hell

## Einfluss auf andere Medien
Im Dezember 2012 kündigte Valve Kostüme für den Online-Ego-Shooter Team Fortress 2 an, die auf Adult-Swim-Figuren basieren. Das Videospiel Saints Row: The Third verfügt über einen „Radiosender“ im Spiel, der eine Sammlung von Liedern abspielt, die in Adult-Swim-Shows zu hören waren, und der von Jon aus der Adult-Swim-Show Delocated moderiert wurde. Das Videospiel Poker Night 2 enthält Brock Samson aus The Venture Bros. als Hauptfigur.